# Vývrt
Vývrt (také vrtání) je technický termín pro průměr otvoru válce pístového stroje s písty vykonávajícími přímočarý vratný pohyb. Většina takových strojů má kruhový příčný průřez válce, který se vyrábí vrtáním - odtud pochází název. Vrtání se označuje symbolem D, podobně jako průměr a udává se nejčastěji v milimetrech.
Vrtání je jmenovitý rozměr, což znamená, že ve skutečném pístovém stroji je skutečný vnitřní průměr válce o něco větší a skutečný vnější průměr pístu o něco menší aby byl možný jejich vzájemný pohyb s vůlí.
Spolu se zdvihem určuje vrtání zdvihový objem pístového stroje.